# ナタール共和国

ナタール共和国
Natalia Republiek（アフリカーンス語/オランダ語）

ナタール共和国（ナタールきょうわこく、アフリカーンス語: Natalia Republiek）は、かつて南アフリカに存在した国家。現在のクワズール・ナタール州。

## 歴史
グレート・トレックによってやってきたボーア人がズールー王国を破り、1839年に建国した。しかし、のちにボーア人が建国したオレンジ自由国やトランスヴァール共和国に比べて統治能力が弱く、建国期の混乱を脱することができないまま1842年にイギリスに攻撃され翌年降伏し、英領ナタール植民地となった。
1910年の南アフリカ連邦成立に伴い、同連邦を構成する州のひとつ「ナタール州」となる。1994年の州再編において、現在のクワズールー・ナタール州に改名された。